# Epifanio de Moirans
Epifanio de Moirans (* 1644 in Moirans-en-Montagne; † 6. Januar 1689 in Tours) war Jurist und Angehöriger des Kapuzinerordens. Er und sein Mitbruder Francisco José de Jaca kämpften gemeinsam für die Rechte der schwarzafrikanischen Sklaven in den Kolonien und kamen dafür 1682 in Kuba vor Gericht und ins Gefängnis.

## Leben
Beide Ordensbrüder nutzten die Haftzeit, um ihre Erlebnisse aufzuschreiben. Sklavenhaltung betrachteten sie als schwere Sünde. Sie forderten die Freilassung aller Sklaven und die Verpflichtung der Sklavenhalter, allen ehemaligen Sklaven finanzielle Entschädigungen zu zahlen. Epifanio und Francisco José hatten sich erst 1681 in Kuba kennengelernt, wohin sie unabhängig voneinander gelangt waren. Epifanio war zuvor Missionar im heutigen Französisch-Guayana, auf Martinique und in Venezuela. Sowohl die katholische Kirche als auch das spanische Königshaus betrachteten damals Sklaverei als rechtmäßig. Die beiden Kapuziner verwiesen Sklavenhalter des Beichtstuhls, weigerten sich, ihnen die Absolution zu erteilen, und lösten damit einen Skandal aus. Der Bischof und der Gouverneur von Kuba ließen die Ordensbrüder einsperren und mit der nächsten Flotte nach Spanien bringen, wo ihnen der Prozess gemacht wurde.
Allerdings gab es auch Geistliche, die mit den beiden Kapuzinern sympathisierten. Sie förderten die Verbreitung ihrer Schriften und legten Fürsprache bei einflussreichen Persönlichkeiten ein. 1683 kamen Epifanio und Francisco José frei, und König Karl II. erließ ein Dekret, das die Beamten in den Kolonien anwies, grausame Sklavenhalter zu bestrafen. Sogar die Päpstliche Kurie nahm öffentlich Stellung zur Sklaverei und machte es für Käufer zur Pflicht, sich über die Herkunft von Sklaven zu informieren und diese im Zweifelsfall freizulassen und zu entschädigen. An der Praxis der Sklaverei konnten oder wollten die beiden damals mächtigsten Institutionen allerdings nichts ändern. Die Schriften der beiden Kapuziner wurden in den königlichen Archiven weggeschlossen; ihnen wurde verboten, jemals wieder nach Amerika zu reisen. Über ihr weiteres Schicksal ist nichts bekannt.